# Декстер (Њу Мексико)
Декстер (енгл. Dexter) град је у америчкој савезној држави Њу Мексико.

## Демографија
По попису из 2010. године број становника је 1.266, што је 31 (2,5%) становника више него 2000. године.
| Група             | 2000.       | 2010.       |
| Белци             | 339 (27,4%) | 281 (22,2%) |
| Афроамериканци    | 3 (0,2%)    | 5 (0,4%)    |
| Азијати           | 0 (0,0%)    | 0 (0,0%)    |
| Хиспаноамериканци | 879 (71,2%) | 961 (75,9%) |
| Укупно            | 1.235       | 1.266       |